# Aci Bonaccorsi
Aci Bonaccorsi ist eine Stadt und Gemeinde der Metropolitanstadt Catania in der Region Sizilien in Italien mit 3558 Einwohnern (Stand 31. Dezember 2023).

## Lage und Daten

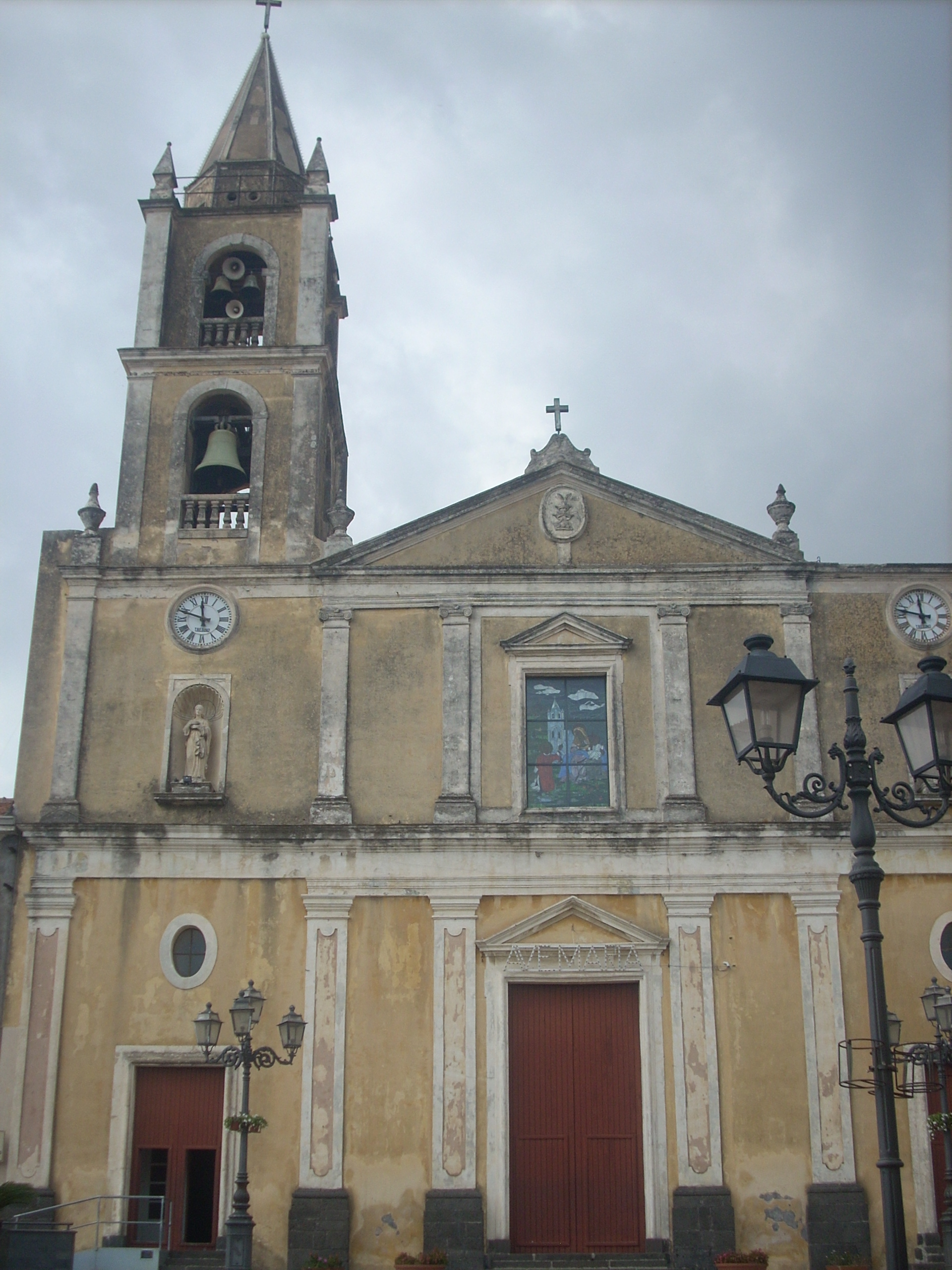
Kirche Santa Maria dell’Indirizzo

Aci Bonaccorsi liegt 16 km nördlich von Catania am südlichen Hang des Ätnas. Die Einwohner arbeiten hauptsächlich in der Landwirtschaft und in  Industriebetrieben Catanias.
Die Nachbargemeinden sind Aci Sant’Antonio, San Giovanni la Punta, Valverde und Viagrande.

## Geschichte
Gegründet wurde Aci Bonaccorsi 1169 als Lehensdorf. Es gehörte verschiedenen Geschlechtern an, unter anderem den Bonaccorsi, den Namensgebern.

## Sehenswürdigkeiten
Die Kirche della Consolazione wurde im 12. Jahrhundert gebaut, die Apsis ist noch die ursprüngliche aus dem 12. Jahrhundert. Im Inneren sind Fresken aus dem 18. Jahrhundert zu sehen.

## Personen aus Aci Bonaccorsi
- Stefano Zappalà (1941–2018), Politiker und Mitglied des Europäischen Parlaments für die Partei Forza Italia